# Gravity (Bullet for My Valentine)
Gravity è il sesto album in studio del gruppo musicale britannico Bullet for My Valentine, pubblicato il 29 giugno 2018 dalla Spinefarm Records.
È il primo album pubblicato senza il batterista Michael Thomas e, rispetto ai precedenti lavori del gruppo, vi sono molte più influenze ed elementi della musica elettronica, con alcuni brani che si avvicinano all'alternative metal. Sono inoltre presenti forti sonorità nu metal in tutto il disco.

## Tracce
1. Leap of Faith – 3:19
2. Over It – 3:47
3. Letting You Go – 3:43
4. Not Dead Yet – 3:21
5. The Very Last Time – 3:57
6. Piece of Me – 3:26
7. Under Again – 4:10
8. Gravity – 4:00
9. Coma – 3:33
10. Don't Need You – 4:40
11. Breathe Underwater – 3:41

Tracce bonus dell'edizione deluxe
1. Breaking Out – 3:27
2. Crawling – 3:54

Tracce bonus dell'edizione Target e britannica
1. Radioactive (Imagine Dragons cover) – 3:05
2. Letting You Go (Zardonic remix) – 3:43

Tracce bonus dell'edizione giapponese
1. Breaking Out – 3:27
2. Crawling – 3:54
3. Breathe Underwater (piano version) – 3:41
4. The Very Last Time (piano version) – 3:57
5. Under Again (piano version) – 4:10
6. Don't Need You (live from O2 Brixton Academy on 10 December 2016) – 4:40

## Formazione
- Matthew "Matt" Tuck - voce, chitarre, basso
- Michael "Padge" Paget - chitarre, cori
- Jason Bowld - batteria
- Jamie Mathias - basso